# Cieszyn (województwo lubelskie)
Cieszyn – wieś w Polsce położona w województwie lubelskim, w powiecie zamojskim, w gminie Grabowiec.
W latach 1975–1998 miejscowość administracyjnie należała do województwa zamojskiego.
Wieś jest sołectwem w gminie Grabowiec. Według Narodowego Spisu Powszechnego z roku 2011 wieś liczyła 130 mieszkańców.
Wierni Kościoła rzymskokatolickiego należą do parafii Niepokalanego Serca Najświętszej Maryi Panny w Łaziskach.

## Historia
Wieś notowana w początkach XV wieku.

Cieszyn, r. 1442 Czieszin, wieś w powiecie zamojskim. Wspomniana w dokumencie z roku 1436, następnie w 1442. W roku 1564 należy do parafii katolickiej w Skierbieszowie. Własność biskupa chełmskiego.
Według Słownika geograficznego Królestwa Polskiego z roku 1880 Cieszyn w gminie i parafii katolickiej w Skierbieszowie liczył 336 mieszkańców z czego 315 stanowili Rusini. W spisie z roku 1827 ujęto we wsi 36 domów i 226 mieszkańców.
25/26 stycznia 1943 polskie oddziały partyzanckie napadły w nocy na niemieckich kolonistów i zamordowały około 160 mieszkańców przy minimalnych stratach własnych.